# Xã James, Quận Scott, Arkansas
Xã James (tiếng Anh: James Township) là một xã thuộc quận Scott, tiểu bang Arkansas, Hoa Kỳ. Năm 2010, dân số của xã này là 143 người.